# 페이퍼글라이더

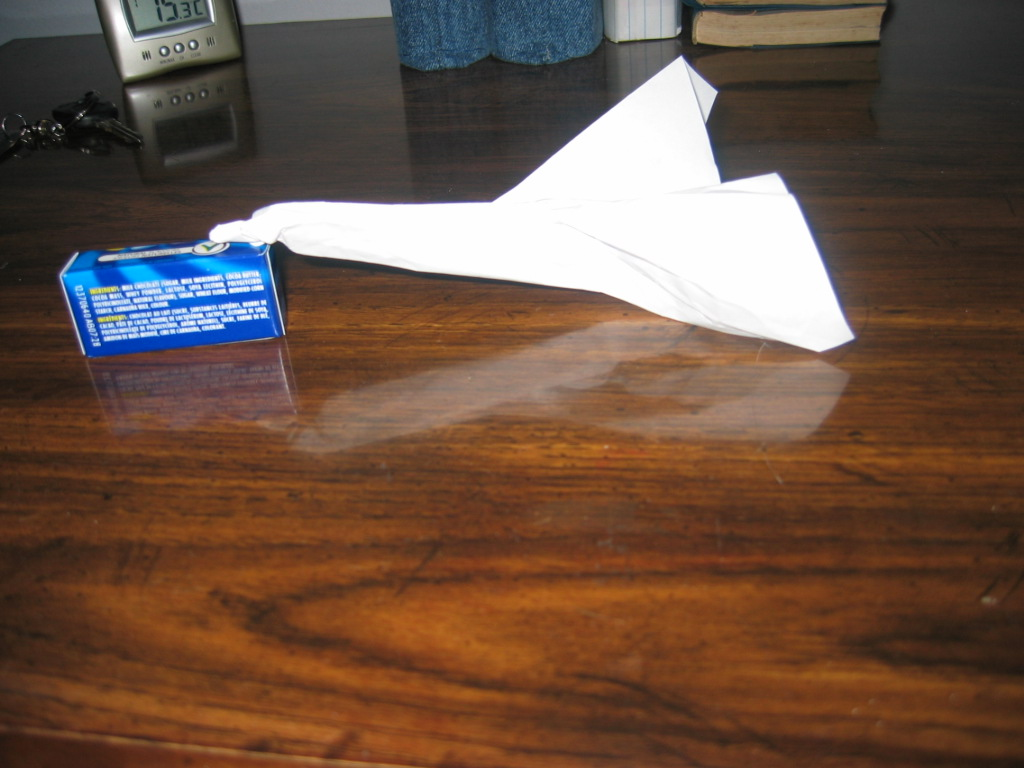
페이퍼 글라이더

페이퍼 글라이더(paper glider)는 종이로 만든 글라이더를 의미한다. 페이퍼 글라이더와 종이비행기의 차이로는 종이비행기는 종이를 직접 접어서 비행체를 만드는 데 반해, 페이퍼 글라이더는 종이를 글라이더의 각 부분의 모양으로 만들어서 이어붙인다는 차이가 있다. 페이퍼 글라이더는 일반 글라이더에 비해 도면을 만들기가 쉬우며 만드는데 걸리는 시간도 약 10분~20분으로 짧다. 페이퍼 글라이더의 체공시간은 약 30~60초 정도로 일반 종이비행기의 체공시간 기네스 기록이 2010년 12월 19일에 takuo toda이 날린기록인 29.2초 인데 반해 더 오래 비행함을 알 수 있다.

## 유래
1804년 영국 케일리 경이라는 사람이 바람을 받아 상승하는 연에 주목하여 연과 같이 종이와 나무만으로 모형 비행기를 만들었다. 그는 풍차의 풍향계에 안전판이 붙어 있어 비행기의 안정성에 도움이 될 것이라는 생각을 하여 비행기의 기본 레이아웃의 대부분을 갖춘, 놀라울 정도의 완성도를 갖춘 종이 비행기를 맞추어 비행의 원리 대부분을 밝혀냈다. 이후 1809년 공중 항행론에 적은 비행의 원리는 그 후의 비행기 개발의 주춧돌이 되었고 오늘날 케일리 경을 항공의 아버지라고 여겨지는 것에 큰 역할을 하였다.

## 재료
페이퍼 글라이더를 제작하기 위해 필요한 재료는 다음과 같다.
- 기본 재료: 특수캔트지 또는 마분지, 발사나무, 커터칼, 가위, 접착제
- 보조 재료: 30도 커터칼, 건조대, 고무판, 15cm쇠자, 순간접착제, 충격흡수제

## 날리는 방법
글라이더를 날리는 방법은 고무줄을 이용해서 날리는 방법과 직접 손으로 날리는 '핸드런치'의 방법 두가지를 사용할 수 있다. 고무줄을 이용해서 날리는 경우에는 페이퍼 글라이더의 앞부분의 달린 고리에 고무줄을 걸고 위쪽 방향을 향해 최대한 길게 당긴 후 놓아 고무의 탄성 에너지를 이용하여 글라이더를 비행시키게 된다. 핸드런치의 방법에는 3가지가 있다.
1. 첫 번째 방법은 흔히 종이비행기를 날릴 때 활용하는 방법이다. 페이퍼 글라이더의 동체를 그냥 잡고 날려주는 방법이다.
2. 두 번째 방법은 동체를 기준으로 날개의 오른쪽 뒤에 두번째 손가락을 대고 날리면서 손가락으로 본체를 밀어주는 방법이다.
3. 세 번째 방법은 동체를 기준으로 날개의 양쪽 뒤에 두번째와 세번째 손가락을 대고 날리면서 손가락으로 본체를 밀어주는 방법이다.

## 활용 가치

### 여가 선용의 가치
페이퍼 글라이딩은 이미 미국과 일본에서 페이퍼 글라이더 월드컵이 개최될 만큼 세계적으로 널리 알려진 글로벌 레저스포츠(레포츠)이다. 페이퍼 글라이더는 도면과 종이, 대나무 살만 있으면 남녀노소 누구나 저렴하고 경제적으로 즐길 수 있는 교육적이고 건전한 취미생활이다. 더불어 운동의 효과도 상당히 뛰어난 것으로 알려져 있다. 나아가 경력이 어느 정도 쌓이면 새로운 고성능의 페이퍼 글라이더를 스스로 디자인 하고 만드는 것이 가능해지므로 성취감을 얻는 동시에 창의성을 고양시킬 수 있는 레저스포츠의 한 종류이다.

### 과학적·교육적 가치
페이퍼 글라이딩은 단순한 레포츠로서의 가치뿐만 아니라 과학적·교육적 가치까지 지니고 있다. 예를 들어, 페이퍼 글라이더의 캠버를 잡으면서 방향을 조정하는 과정을 통해 양력과 항력, 베르누이의 원리 등의 물리적 지식을 습득할 수 있다. 또한 영국 케일리 경의 공중 항해론에 서술된 비행의 원리는 현재까지도 그 과학적 가치를 인정받고 있다.
오래전 미항공우주국(NASA)에서도 새로운 비행기 모델을 페이퍼 글라이더로 만들어 1차적인 비행 테스트를 했을 만큼 과학적 가치가 있다.

## 참고링크
- http://www.paperglider.kr/
- http://cafe.naver.com/joywingsclub/